# Арабско завоюване на Армения
Арабско-ислямското завоюване на Армения е част от арабско-ислямските завоевания след смъртта на пророка Мохамед през 632 г. Персийска Армения е завоювана през 645 г., а Византийска Армения още през 629 г.
През 638/39 г. Халид ибн Уалид ръководи овладяването на Персийска Армения. 18 хил. араби под командването на Абд ар-Рахман ибн Рабих проникват в района на Тарон и езерото Ван, разграбвайки всичко по пътя си и подлагайки страната на огън и меч. Арабските воини са бедни и зле въоръжени, но безразсъдно смели и възпламенени от религиозен фанатизъм дотогава невиждан сред античните народи от района. 
На 6 януари 642 г. арабите щурмуват крепостта Двин, като 12 000 от жителите са изклани защото се съпротивлявали, а 35 000 отведени в робство.  Теодорос Раштуни е назначен за арабски управител на завладените от арабите земи, издействайки освобождаването на поробените арменци.  Византийският император Констанс II изпраща византийски войски в подкрепа на подложената на разграбване и издевателства Армения, но те се оказват недостатъчни.
Арменското приемане на арабското владичество вбесява византийците. Император Констанс II безуспешно се мъчи да наложи православието в арменските земи. В крайна сметка, Армения остава под арабска власт за приблизително 200 години от 645 г. Още по времето на Омаядите, а впоследствие и на Абасидите, арменските християни се ползват с политическа автономия и относителна религиозна свобода, но въпреки това са считани за втора класа поданици (Dhimmi Status). Арменската църква се радва на голямо признание, по-голямо отколкото при византийската или сасанидска власт, което изнервя Константинопол, който като правило назначава хора от неарменски произход за провинциални управители на арменските земи. От друга страна, арменците съдействат на халифа в неговите военни експедиции срещу Хазарския хаганат по време на арабско-хазарските войни. 
Основната арменска съпротива срещу арабите е по линия на исляма и срещу налагането на по-високи данъци. Като цяло бунтовете са спорадични и не носят характер на народно-освободително движение. Арабите умело използват съперничествата между различните арменски кланове с цел да ограничат бунтарството. По време на ислямското управление на Армения, много араби от други части на халифата се заселват в Армения.
През 885 г. Багратидите възстановяват арменската независимост.